# Грінвілл (містечко, Нью-Йорк)
Грінвілл (англ. Greenville) — місто (англ. town) в США, в окрузі Грін штату Нью-Йорк. Населення — 3741 особа (2020).

## Демографія
Згідно з переписом 2010 року, у місті мешкало 3739 осіб у 1531 домогосподарстві у складі 1003 родин. Було 1901 помешкання
Расовий склад населення:
| - 96,7 % — білих - 0,9 % — чорних або афроамериканців - 0,9 % — азіатів - 0,1 % — корінних американців |

До двох чи більше рас належало 1,0 %. Частка іспаномовних становила 2,5 % від усіх жителів.
За віковим діапазоном населення розподілялося таким чином: 22,2 % — особи молодші 18 років, 59,9 % — особи у віці 18—64 років, 17,9 % — особи у віці 65 років та старші. Медіана віку мешканця становила 44,5 року. На 100 осіб жіночої статі у місті припадало 97,0 чоловіків;  на 100 жінок у віці від 18 років та старших — 96,4 чоловіків також старших 18 років.
Середній дохід на одне домашнє господарство  становив 65 797 доларів США (медіана — 49 750), а середній дохід на одну сім'ю — 76 785 доларів (медіана — 71 071). Медіана доходів становила 51 389 доларів для чоловіків та 31 221 долар для жінок. За межею бідності перебувало 12,8 % осіб, у тому числі 26,8 % дітей у віці до 18 років та 2,9 % осіб у віці 65 років та старших.
Цивільне працевлаштоване населення становило 1635 осіб. Основні галузі зайнятості: освіта, охорона здоров'я та соціальна допомога — 22,6 %, мистецтво, розваги та відпочинок — 15,4 %, роздрібна торгівля — 14,9 %.